# Święty Kamień (przystanek kolejowy)
Święty Kamień – przystanek kolejowy w Świętym Kamieniu, w województwie warmińsko-mazurskim, w Polsce.
| Święty Kamień                          |  |                              |
| Linia 254 Tropy – Braniewo (31,312 km) |  |                              |
| Nowy Wiekodległość: 6,880 km           |  | Frombork odległość: 4,688 km |